# Boško Dopuđ
Boško Dopuđ (Kirin Serbia: Бошко Допуђ; sinh 9 tháng 12 năm 1990) là một hậu vệ bóng đá Serbia thi đấu cho FK Metalac Gornji Milanovac.